# Liste der Naturschutzgebiete in Emden
In Emden gibt es drei Naturschutzgebiete (Stand Februar 2018).
| Name des Gebietes     | Bild           | Kennung | WDPA      | Landkreis / Stadt                             | Beschreibung / Bemerkungen | Standort | Fläche in Hektar | Jahr der Verordnung |
| --------------------- | -------------- | ------- | --------- | --------------------------------------------- | -------------------------- | -------- | ---------------- | ------------------- |
| Außenems              |                | WE 314  |           | Stadt Emden, Landkreis Leer, Landkreis Aurich |                            | Position | 12.025           | 2019                |
| Bansmeer und Umgebung | weitere Bilder | WE 120  | 81359     | Stadt Emden                                   |                            | Position | 47,27            | 1975                |
| Unterems              |                | WE 292  | 555518227 | Landkreis Leer                                |                            | Position | 2040             | 2017                |